# MTV Video Music Award a legjobb művészi rendezésért
Az MTV Video Music Award a legjobb művészi rendezésért egyike annak a díjnak, melyet az első MTV Video Music Awards-díjátadó óta átadnak. A díjat 2007-ben nem adták át. A kategóriában legtöbbször a Red Hot Chili Peppers nyert (1992, 2000 és 2006).
| Év   | Előadó                                   | Videó                 | Művészi rendező(k)                               |
| ---- | ---------------------------------------- | --------------------- | ------------------------------------------------ |
| 1984 | Herbie Hancock                           | Rockit                | Jim Whiting és Godley & Creme                    |
| 1985 | Don Henley                               | The Boys of Summer    | Bryan Jones                                      |
| 1986 | ZZ Top                                   | Rough Boy             | Ron Cobb                                         |
| 1987 | Peter Gabriel                            | Sledgehammer          | Stephen R. Johnson, Stephen Quay és Timothy Quay |
| 1988 | Squeeze                                  | Hourglass             | Clive Crotty és Mick Edwards                     |
| 1989 | Madonna                                  | Express Yourself      | Holgar Gross és Vance Lorenzini                  |
| 1990 | The B-52's                               | Love Shack            | Martin Lasowitz                                  |
| 1991 | R.E.M.                                   | Losing My Religion    | José Montaño                                     |
| 1992 | Red Hot Chili Peppers                    | Give It Away          | Nick Goodman                                     |
| 1993 | Madonna                                  | Rain                  | Jan Peter Flack                                  |
| 1994 | Nirvana                                  | Heart-Shaped Box      | Bernadette Disanto                               |
| 1995 | Michael Jackson és Janet Jackson         | Scream                | Tom Foden                                        |
| 1996 | The Smashing Pumpkins                    | Tonight, Tonight      | K. K. Barrett és Wayne White                     |
| 1997 | Beck                                     | The New Pollution     | K. K. Barrett                                    |
| 1998 | Björk                                    | Bachelorette          | Donovan Davidson                                 |
| 1999 | Lauryn Hill                              | Doo Wop (That Thing)  | Gideon Ponte                                     |
| 2000 | Red Hot Chili Peppers                    | Californication       | Colin Strause                                    |
| 2001 | Fatboy Slim                              | Weapon of Choice      | Val Wilt                                         |
| 2002 | Coldplay                                 | Trouble               | Tim Hope                                         |
| 2003 | Radiohead                                | There There           | Chris Hopewell                                   |
| 2004 | OutKast                                  | Hey Ya!               | Eric Beauchamp                                   |
| 2005 | Gwen Stefani                             | What You Waiting For? | Zach Matthews                                    |
| 2006 | Red Hot Chili Peppers                    | Dani California       | Justin Dragonis                                  |
| 2007 | A díjat nem adták át                     | A díjat nem adták át  | A díjat nem adták át                             |
| 2008 | Gnarls Barkley                           | Run                   | Happy Massee és Kells Jesse                      |
| 2009 | Lady Gaga                                | Paparazzi             | Jason Hamilton                                   |
| 2010 | Florence and the Machine                 | Dog Days Are Over     | Louise Corcoran és Aldene Johnson                |
| 2011 | Adele                                    | Rolling in the Deep   | Nathan Parker                                    |
| 2012 | Katy Perry                               | Wide Awake            | Benji Bamps                                      |
| 2013 | Janelle Monáe (közreműködik Erykah Badu) | Q.U.E.E.N.            | Veronica Logsdon                                 |
| 2014 | Arcade Fire                              | Reflektor             | Anastacia Masaro                                 |